# Serie A2 (pallamano femminile)
Il campionato di Serie A2 è il campionato femminile di secondo livello o Seconda Divisione nella pallamano italiana (dopo la Serie A).
Istituito dalla 1990-1991, rilevava la vecchia Serie B, che da questa stagione scendeva al terzo livello su scala nazionale; prima di quest'ultima era organizzata con promozione diretta alla Prima Divisione o Serie A fino alla stagione 1984-1985. Quindi dal 1985-1986 fino al 1986-1987 compresi, dopo la regular-season, con la disputa di play-off e play-out con l'assegnazione aggiuntiva alla classifica finale dei medesimi e per entrambe le due annate di un bonus di 4, 3, 2, 1 punto sia per i primi che per il "torneo salvezza" a seconda del piazzamento ottenuto nella prima fase.

## Formula del torneo
Il campionato si svolge diviso in gironi regionali tra squadre che si affrontarono con la formula del girone unico all'italiana con partite di andata e ritorno.
Per ogni incontro i punti assegnati in classifica sono così determinati:
- due punti per la squadra che vinca l'incontro;
- un punto per il pareggio;
- zero punti per la squadra che perda l'incontro.

Al termine della stagione regolare vengono individuate otto squadre che disputeranno i playoff per la promozione con semifinali e finali.

### Verdetti
Al termine dei playoff, a seconda dei risultati ottenuti dopo la finale, vengono emessi i seguenti verdetti:
- 1ª classificata: viene promossa in Serie A1 per la stagione successiva.